# 英治出版
英治出版株式会社（えいじしゅっぱん、Eiji Press Inc.）は東京都渋谷区に本社をおく日本の出版社。株式会社カヤックの連結子会社。
1999年（平成11年）に原田英治が妻とともに埼玉県で設立した。「ブックファンド」と呼ばれる仕組みを提唱し、出版事業を展開している。
2024年2月29日付でカヤックの連結子会社となっている。

## 主な出版物
- 女子大生会計士の事件簿　（山田真哉）
- エクセレント・カンパニー